# Kansas live at Festival Vinha De Mar
Kansas live at Festival Vinha de Mar è un film concerto riguardante l'esibizione del gruppo in Cile nel 2006.

## Tracce
1. Belexes (Kerry Livgren, Steve Walsh, Rich Williams, Dave Hope, Phil Ehart, Robby Steinhardt) – 2:12
2. Paradox (Howard Kleinfeld, Michael Dan Ehmig, Ehart, Walsh, Bob Ezrin) – 6:11
3. Opus Laser (Livgren, Walsh) – 4:11
4. Icarus (Walsh, Ehart, Steinhardt) – 5:16
5. Bringing It Back (Livgren, Walsh) – 6:04
6. Point of Know Return (Walsh, Steve Morse) – 5:29
7. Dust in the Wind (Morse, Walsh) – 1:42
8. Portrait (He Knew) (Livgren) – 4:27
9. Carry On My Wayward Son (Livgren) – 6:47

## Formazione
- Steve Walsh - voce, tastiera
- Rich Williams - chitarra
- Billy Greer - basso
- David Ragsdale - violino
- Phil Ehart - batteria